# セルゲイ・ベリャフスキー
| ベリャフスキーが発見した小惑星    | ベリャフスキーが発見した小惑星 |
| --------------------------------- | ------------------------------ |
| 749 マルゾビア                    | 1913年4月5日                   |
| 812 アデーレ                      | 1915年9月8日                   |
| 849 エイラ                        | 1912年2月9日                   |
| 850 アルトナ                      | 1916年3月27日                  |
| 851 ツァイシア                    | 1916年4月2日                   |
| 852 ウラジレーナ                  | 1916年4月2日                   |
| 853 ナンセニア                    | 1916年4月2日                   |
| 854 フロスティア                  | 1916年4月3日                   |
| 855 ニューカミア                  | 1916年4月3日                   |
| 856 バックルンダ                  | 1916年4月3日                   |
| 857 グラセナッピア                | 1916年4月6日                   |
| 885 ウルリケ                      | 1917年9月23日                  |
| 969 レオカディア                  | 1921年11月5日                  |
| 978 アイダミナ                    | 1922年5月18日                  |
| 981 マルティナ                    | 1917年9月23日                  |
| 995 シュテルンベルガ              | 1923年6月8日                   |
| 1001 ガウシア                     | 1923年8月8日                   |
| 1004 ベロポルスキア               | 1923年9月5日                   |
| 1005 アラゴ                       | 1923年9月5日                   |
| 1006 ラグランジア                 | 1923年9月12日                  |
| 1031 アークティカ                 | 1924年6月6日                   |
| 1062 リューバ                     | 1925年10月11日                 |
| 1065 アムンゼニア                 | 1926年8月4日                   |
| 1074 ベリャヴスカヤ               | 1925年1月26日                  |
| 1084 タマリヴァ                   | 1926年2月12日                  |
| 1086 ナタ[1]                      | 1927年8月25日                  |
| 1094 シベリア                     | 1926年2月12日                  |
| 1118 ハンスキア[1]                | 1927年8月29日                  |
| 1153 ヴァーレンベルギア           | 1924年9月5日                   |
| 1224 ファンタジア[1]              | 1927年8月29日                  |
| 1621 ドルジュバ                   | 1926年10月1日                  |
| 1874 カツィベリア                 | 1924年9月5日                   |
| 1984 フェドゥインスキー           | 1926年10月10日                 |
| 2156 カーテ                       | 1917年9月23日                  |
| 3134 コスティンスキー             | 1921年11月5日                  |
| 4509 ゴルバツキー                 | 1917年9月23日                  |
| 1. 1 ニコライ・イワノフと共同発見 |                                |

セルゲイ・イワノヴィッチ・ベリャフスキー（Sergei Ivanovich Beljawsky、1883年12月7日（ユリウス暦11月25日） - 1953年10月13日）は、ソビエト連邦（現在のロシア）の天文学者。

## 人物
ロシア西部のサンクトペテルブルクに生まれ、生涯は天体の光度測定、天文測定学と変光星の研究に取り組んだ。晩年は1953年にサンクトペテルブルク（当時はレニングラードと呼ばれていた）で没した。
彼はクリミア半島にあるシメイズ天文台を観測所とし、1937年から1944年にはボリス・ゲラシモヴィッチの後を継いでプルコヴォ天文台の7代目の責任者に就任した。生涯で1つの非周期彗星（ベリャヴスキー彗星）を発見し、36個もの小惑星を発見した。

## 表記について
彼の名前については、現代のイギリスでの表記は主にBelyavskii、またはBelyavskyと表記される事が多い。しかし、BeljavskijまたはBeljawskijと表記されているものもある。なお、小惑星と彗星に関する情報の提供や受け付けなどを行っている小惑星センターでは、ベリャフスキーは「S. Beljavskij」と表記している。